# Панамски скандал
Панамският скандал е най-големият корупционен, финансов и борсов скандал на 19 век, свързан с прокопаването на Панамския канал.
Скандалът избухва на 7 септември 1892 г. в Третата френска република, като към него са съпричастни и няколко видни френски политици и индустриалци по онова време. Финансовият и борсов крах вследствие от Панамския скандал съсипва инвестиционните вложения в проекта на 85 хиляди притежатели на дялове, акционери и облигационери.
Панамският скандал се дължи на злоупотреби на инвеститора Compagnie universelle du canal interocéanique de Panama на Фердинанд дьо Лесепс за прокопаване на морската връзка между Атлантическия и Тихия океан. За финансиране на начинанието си Лесепс завишава първоначално предвижданите средства за завършване на проекта и организира публична подписка за набиране на средства за компанията.
Скандалът избухва след като се разбира, че част от тези средства са били използвани от финансиста Жак дьо Райнах за подкупване на журналисти и незаконно получаване на подкрепа за проекта от политически фигури с цел да се прикрие истината за напредъка на изкопните работи. Компанията фалира, пристъпва се към нейната ликвидация, барон дьо Райнах е намерен мъртъв, а редица френски либерални политици са обвинени в корупция. Към скандала са съпричастни и 2-ма посредници евреи (Корнелиюс Херц и Жак Рейнаш), което дава повод на Едуар Дрюмон да заяви, че аферата е дело на евреите. Франция обявява цена от 100 млн. долара за незавършения канал.
Либералната френска преса тръби, че прокопаването на Панамския канал е от геостратегическо значение за Франция, понеже Германската империя има солидни позиции във Венецуела и контролира придвижването на кораби през Атлантика, което налагало държавна помощ за довършване на частното предприемаческо начинание. Създадена е Compagnie nouvelle du canal de Panama.
В края на 19 век във връзка със следването на доктрината Монро, САЩ търсят алтернативна междуокеанска връзка през Никарагуа по маршрут, който се счита за технически най-добър. На 6 септември 1901 г. президентът на САЩ Уилям Маккинли, който е привърженик на никарагуанския маршрут, е убит, след което е заменен от Теодор Рузвелт. Междувременно в Никарагуа избухва вулканът Момотомбо, което обстоятелство е използвано, за да се принуди САЩ, след решение на Сената и Камарата на представителите, да откупят френската Compagnie nouvelle du canal de Panama само за 10 млн. долара, като осигурят държавно финансиране за довършване на първоначално частното инвестиционно начинание по прокопаване на Панамския канал.
Панамският провлак е част от територията на Колумбия по онова време. След като френско-американската сделка за покупко-продажбата на френската Compagnie nouvelle du canal de Panama става факт, парламентът на Колумбия под германско влияние гласува цесия на земите, необходими за по-нататъшното прокопаване на Панамския канал. Тази цесия оскъпява с 10 млн. долара проекта. След решението на парламента на Колумбия САЩ чрез Филип Бюно-Вария (съвипускник на Алфред Драйфус) и Джеси Зелигман финансират група „панамски борци за независимост“ и предизвикват отцепничеството на Панама от Колумбия. На 3 ноември 1903 г. избухва Панамската революция, след която каналът е отстъпен на САЩ за един век.